# Liga Mistrzyń siatkarek (2006/2007)
Liga Mistrzyń 2006/2007 – 7. sezon Ligi Mistrzyń rozgrywanej od 2006 roku, organizowanego przez Europejską Konfederację Piłki Siatkowej (CEV) w ramach europejskich pucharów dla żeńskich klubowych zespołów siatkarskich "starego kontynentu".

## Drużyny uczestniczące
- Foppapedretti Bergamo
- Vini Monteschiavo Jesi
- Scavolini Pesaro
- Spar Teneryfa Marichal
- Hotel Cantur Las Palmas
- Muszynianka Fakro Muszyna
- Winiary Kalisz
- Eczacıbaşı Stambuł
- Vakifbank Günes Stambuł
- SVS Post Schwechat
- Azerrail Baku
- Mladost Zagrzeb
- RC Cannes
- DELA Martinus Amstelveen
- Dinamo Moskwa
- Volèro Zurych

## Rozgrywki

### Faza grupowa
awans do play-off
     gospodarz turnieju finałowego

#### Grupa A
Tabela
| Lp. | Drużyna                   | Pkt | Mecze | Mecze | Mecze | Sety | Sety | Sety  | Małe punkty | Małe punkty | Małe punkty |
| Lp. | Drużyna                   | Pkt | M     | W     | P     | wyg. | prz. | ratio | zdob.       | str.        | ratio       |
| --- | ------------------------- | --- | ----- | ----- | ----- | ---- | ---- | ----- | ----------- | ----------- | ----------- |
| 1   | Dinamo Moskwa             | 11  | 6     | 5     | 1     | 16   | 6    | 2.667 | 505         | 449         | 1.125       |
| 2   | RC Cannes                 | 9   | 6     | 3     | 3     | 11   | 10   | 1.100 | 440         | 470         | 0.936       |
| 3   | Vakifbank Günes Stambuł   | 9   | 6     | 3     | 3     | 12   | 11   | 1.091 | 515         | 496         | 1.038       |
| 4   | Muszynianka Fakro Muszyna | 7   | 6     | 1     | 5     | 4    | 16   | 0.250 | 399         | 481         | 0.830       |

Źródło: cev.lu
Zasady ustalania kolejności: 1. liczba zdobytych punktów; 2. wyższy stosunek setów; 3. wyższy stosunek małych punktów.
Punktacja: zwycięstwo – 2 pkt; porażka – 1 pkt
Wyniki
| Data       | Drużyna 1                 | Wynik | Drużyna 2                 | Sety                             |
| ---------- | ------------------------- | ----- | ------------------------- | -------------------------------- |
| 28.11.2006 | RC Cannes                 | 3:1   | Muszynianka Fakro Muszyna | 25:16, 23:25, 25:19, 25:23       |
| 29.11.2006 | Dinamo Moskwa             | 3:2   | Vakifbank Günes Stambuł   | 25:18, 29:27, 18:25, 22:25, 15:9 |
|            |                           |       |                           |                                  |
| 05.12.2006 | Muszynianka Fakro Muszyna | 0:3   | Dinamo Moskwa             | 20:25, 19:25, 21:25              |
| 06.12.2006 | Vakifbank Günes Stambuł   | 0:3   | RC Cannes                 | 20:25, 19:25, 16:25              |
|            |                           |       |                           |                                  |
| 12.12.2006 | Muszynianka Fakro Muszyna | 3:1   | Vakifbank Günes Stambuł   | 20:25, 25:19, 25:17, 25:22       |
| 12.12.2006 | RC Cannes                 | 0:3   | Dinamo Moskwa             | 22:25, 15:25, 21:25              |
|            |                           |       |                           |                                  |
| 19.12.2006 | Dinamo Moskwa             | 3:1   | RC Cannes                 | 25:23, 25:16, 22:25, 25:19       |
| 20.12.2006 | Vakifbank Günes Stambuł   | 3:0   | Muszynianka Fakro Muszyna | 25:17, 25:20, 25:18              |
|            |                           |       |                           |                                  |
| 09.01.2007 | RC Cannes                 | 1:3   | Vakifbank Günes Stambuł   | 28:26, 22:25, 18:25, 20:25       |
| 10.01.2007 | Dinamo Moskwa             | 3:0   | Muszynianka Fakro Muszyna | 25:12, 25:22, 25:13              |
|            |                           |       |                           |                                  |
| 16.01.2007 | Vakifbank Günes Stambuł   | 3:1   | Dinamo Moskwa             | 25:15, 25:19, 22:25, 25:15       |
| 16.01.2007 | Muszynianka Fakro Muszyna | 0:3   | RC Cannes                 | 23:25, 19:25, 17:25              |

#### Grupa B
Tabela
| Lp. | Drużyna                  | Pkt | Mecze | Mecze | Mecze | Sety | Sety | Sety  | Małe punkty | Małe punkty | Małe punkty |
| Lp. | Drużyna                  | Pkt | M     | W     | P     | wyg. | prz. | ratio | zdob.       | str.        | ratio       |
| --- | ------------------------ | --- | ----- | ----- | ----- | ---- | ---- | ----- | ----------- | ----------- | ----------- |
| 1   | Vini Monteschiavo Jesi   | 11  | 6     | 5     | 1     | 17   | 9    | 1.889 | 577         | 526         | 1.097       |
| 2   | Volèro Zurych            | 9   | 6     | 3     | 3     | 12   | 13   | 0.923 | 541         | 528         | 1.025       |
| 3   | Hotel Cantur Las Palmas  | 8   | 6     | 2     | 4     | 11   | 13   | 0.846 | 506         | 545         | 0.928       |
| 4   | Dela Martinus Amstelveen | 8   | 6     | 2     | 4     | 8    | 13   | 0.615 | 458         | 483         | 0.948       |

Źródło: cev.lu
Zasady ustalania kolejności: 1. liczba zdobytych punktów; 2. wyższy stosunek setów; 3. wyższy stosunek małych punktów.
Punktacja: zwycięstwo – 2 pkt; porażka – 1 pkt
Wyniki
| Data       | Drużyna 1                | Wynik | Drużyna 2                | Sety                              |
| ---------- | ------------------------ | ----- | ------------------------ | --------------------------------- |
| 29.11.2006 | Dela Martinus Amstelveen | 3:1   | Hotel Cantur Las Palmas  | 25:19, 25:22, 20:25, 25:16        |
| 29.11.2006 | Vini Monteschiavo Jesi   | 2:3   | Volèro Zurych            | 19:25, 25:20, 16:25, 25:21, 12:15 |
|            |                          |       |                          |                                   |
| 06.12.2006 | Volèro Zurych            | 3:0   | Dela Martinus Amstelveen | 25:19, 25:18, 25:16               |
| 07.12.2006 | Hotel Cantur Las Palmas  | 2:3   | Vini Monteschiavo Jesi   | 19:25, 25:21, 18:25, 25:23, 10:15 |
|            |                          |       |                          |                                   |
| 13.12.2006 | Volèro Zurych            | 3:2   | Hotel Cantur Las Palmas  | 25:13, 25:19, 23:25, 28:30, 15:13 |
| 13.12.2006 | Vini Monteschiavo Jesi   | 3:1   | Dela Martinus Amstelveen | 25:23, 20:25, 25:19, 25:21        |
|            |                          |       |                          |                                   |
| 20.12.2006 | Dela Martinus Amstelveen | 1:3   | Vini Monteschiavo Jesi   | 22:25, 17:25, 25:22, 20:25        |
| 20.12.2006 | Hotel Cantur Las Palmas  | 3:1   | Volèro Zurych            | 21:25, 25:22, 25:22, 25:21        |
|            |                          |       |                          |                                   |
| 10.01.2007 | Dela Martinus Amstelveen | 3:0   | Volèro Zurych            | 25:17, 25:16, 28:26               |
| 10.01.2007 | Vini Monteschiavo Jesi   | 3:0   | Hotel Cantur Las Palmas  | 25:16, 25:23, 25:17               |
|            |                          |       |                          |                                   |
| 16.01.2007 | Volèro Zurych            | 2:3   | Vini Monteschiavo Jesi   | 19:25, 25:20, 18:25, 25:19, 8:15  |
| 16.01.2007 | Hotel Cantur Las Palmas  | 3:0   | Dela Martinus Amstelveen | 25:21, 25:17, 25:22               |

#### Grupa C
Tabela
| Lp. | Drużyna            | Pkt | Mecze | Mecze | Mecze | Sety | Sety | Sety  | Małe punkty | Małe punkty | Małe punkty |
| Lp. | Drużyna            | Pkt | M     | W     | P     | wyg. | prz. | ratio | zdob.       | str.        | ratio       |
| --- | ------------------ | --- | ----- | ----- | ----- | ---- | ---- | ----- | ----------- | ----------- | ----------- |
| 1   | Scavolini Pesaro   | 11  | 6     | 5     | 1     | 15   | 6    | 2.500 | 511         | 437         | 1.169       |
| 2   | Eczacıbaşı Stambuł | 10  | 6     | 4     | 2     | 13   | 9    | 1.444 | 518         | 495         | 1.046       |
| 3   | Azerrail Baku      | 9   | 6     | 3     | 3     | 12   | 10   | 1.200 | 516         | 499         | 1.034       |
| 4   | SVS Post Schwechat | 6   | 6     | 0     | 6     | 3    | 18   | 0.167 | 410         | 524         | 0.782       |

Źródło: cev.lu
Zasady ustalania kolejności: 1. liczba zdobytych punktów; 2. wyższy stosunek setów; 3. wyższy stosunek małych punktów.
Punktacja: zwycięstwo – 2 pkt; porażka – 1 pkt
Wyniki
| Data       | Drużyna 1          | Wynik | Drużyna 2          | Sety                       |
| ---------- | ------------------ | ----- | ------------------ | -------------------------- |
| 28.11.2006 | Azerrail Baku      | 1:3   | Scavolini Pesaro   | 24:26, 26:24, 21:25, 22:25 |
| 29.11.2006 | Eczacıbaşı Stambuł | 3:1   | SVS Post Schwechat | 23:25, 25:16, 25:22, 25:14 |
|            |                    |       |                    |                            |
| 05.12.2006 | SVS Post Schwechat | 1:3   | Azerrail Baku      | 22:25, 27:25, 15:25, 21:25 |
| 06.12.2006 | Scavolini Pesaro   | 3:1   | Eczacıbaşı Stambuł | 25:21, 25:14, 17:25, 25:22 |
|            |                    |       |                    |                            |
| 13.12.2006 | Eczacıbaşı Stambuł | 0:3   | Azerrail Baku      | 14:25, 25:27, 21:25        |
| 13.12.2006 | SVS Post Schwechat | 0:3   | Scavolini Pesaro   | 26:28, 14:25, 20:25        |
|            |                    |       |                    |                            |
| 19.12.2006 | Azerrail Baku      | 1:3   | Eczacıbaşı Stambuł | 26:28, 26:24, 25:27, 18:25 |
| 20.12.2006 | Scavolini Pesaro   | 3:0   | SVS Post Schwechat | 25:12, 25:20, 25:18        |
|            |                    |       |                    |                            |
| 10.01.2007 | Eczacıbaşı Stambuł | 3:0   | Scavolini Pesaro   | 25:20, 26:24, 25:22        |
| 11.01.2007 | Azerrail Baku      | 3:0   | SVS Post Schwechat | 25:14, 25:15, 25:21        |
|            |                    |       |                    |                            |
| 16.01.2007 | SVS Post Schwechat | 1:3   | Eczacıbaşı Stambuł | 25:22, 18:25, 24:26, 20:25 |
| 16.01.2007 | Scavolini Pesaro   | 3:1   | Azerrail Baku      | 25:14, 25:21, 25:27, 25:14 |

#### Grupa D
Tabela
| Lp. | Drużyna                | Pkt | Mecze | Mecze | Mecze | Sety | Sety | Sety  | Małe punkty | Małe punkty | Małe punkty |
| Lp. | Drużyna                | Pkt | M     | W     | P     | wyg. | prz. | ratio | zdob.       | str.        | ratio       |
| --- | ---------------------- | --- | ----- | ----- | ----- | ---- | ---- | ----- | ----------- | ----------- | ----------- |
| 1   | Foppapedretti Bergamo  | 12  | 6     | 6     | 0     | 18   | 3    | 6.000 | 520         | 395         | 1.316       |
| 2   | Spar Tenerife Marichal | 9   | 6     | 3     | 3     | 12   | 10   | 1.200 | 486         | 440         | 1.105       |
| 3   | Winiary Kalisz         | 9   | 6     | 3     | 3     | 11   | 10   | 1.100 | 481         | 442         | 1.088       |
| 4   | Mladost Zagrzeb        | 6   | 6     | 0     | 6     | 0    | 18   | 0.000 | 240         | 450         | 0.533       |

Źródło: cev.lu
Zasady ustalania kolejności: 1. liczba zdobytych punktów; 2. wyższy stosunek setów; 3. wyższy stosunek małych punktów.
Punktacja: zwycięstwo – 2 pkt; porażka – 1 pkt
Wyniki
| Data       | Drużyna 1              | Wynik | Drużyna 2              | Sety                             |
| ---------- | ---------------------- | ----- | ---------------------- | -------------------------------- |
| 29.11.2006 | Spar Tenerife Marichal | 2:3   | Foppapedretti Bergamo  | 25:20, 22:25, 33:31, 17:25, 6:15 |
| 30.11.2006 | Winiary Kalisz         | 3:0   | Mladost Zagrzeb        | 40, 25:14, 25:14, 25:12          |
|            |                        |       |                        |                                  |
| 05.12.2006 | Foppapedretti Bergamo  | 3:0   | Winiary Kalisz         | 25:20, 29:27, 27:25              |
| 07.12.2006 | Mladost Zagrzeb        | 0:3   | Spar Tenerife Marichal | 16:25, 11:25, 11:25              |
|            |                        |       |                        |                                  |
| 13.12.2006 | Spar Tenerife Marichal | 3:1   | Winiary Kalisz         | 28:26, 25:22, 23:25, 25:16       |
| 13.12.2006 | Foppapedretti Bergamo  | 3:0   | Mladost Zagrzeb        | 25:13, 25:17, 25:19              |
|            |                        |       |                        |                                  |
| 19.12.2006 | Mladost Zagrzeb        | 0:3   | Foppapedretti Bergamo  | 12:25, 21:25, 18:25              |
| 21.12.2006 | Winiary Kalisz         | 3:1   | Spar Tenerife Marichal | 19:25, 25:23, 25:19, 25:21       |
|            |                        |       |                        |                                  |
| 10.01.2007 | Spar Tenerife Marichal | 3:0   | Mladost Zagrzeb        | 25:6, 25:12, 25:10               |
| 11.01.2007 | Winiary Kalisz         | 1:3   | Foppapedretti Bergamo  | 16:25, 13:25, 25:23, 22:25       |
|            |                        |       |                        |                                  |
| 16.01.2007 | Mladost Zagrzeb        | 0:3   | Winiary Kalisz         | 14:25, 11:25, 9:25               |
| 16.01.2007 | Foppapedretti Bergamo  | 3:0   | Spar Tenerife Marichal | 25:15, 25:15, 25:14              |

### Play-off

#### Runda 12
| Data       | Drużyna 1                | Wynik | Drużyna 2               | Sety                             |
| ---------- | ------------------------ | ----- | ----------------------- | -------------------------------- |
| 07.02.2007 | Dinamo Moskwa            | 3:2   | Hotel Cantur Las Palmas | 25:21, 17:25, 19:25, 25:21, 15:7 |
| 14.02.2007 | Dinamo Moskwa            | 3:0   | Hotel Cantur Las Palmas | 25:22, 25:18, 25:20              |
|            |                          |       |                         |                                  |
| 07.02.2007 | Dela Martinus Amstelveen | 3:0   | Eczacıbaşı Stambuł      | 28:26, 25:13, 27:25,             |
| 14.02.2007 | Dela Martinus Amstelveen | 1:3   | Eczacıbaşı Stambuł      | 25:20, 20:25, 22:25, 24:26       |
|            |                          |       |                         |                                  |
| 06.02.2007 | RC Cannes                | 3:0   | Winiary Kalisz          | 25:23, 25:22, 25:19              |
| 15.02.2007 | RC Cannes                | 3:1   | Winiary Kalisz          | 27:25, 25:19, 21:25, 25:17       |
|            |                          |       |                         |                                  |
| 08.02.2007 | Spar Tenerife Marichal   | 3:1   | Scavolini Pesaro        | 25:13, 25:22, 20:25, 25:20       |
| 14.02.2007 | Spar Tenerife Marichal   | 3:0   | Scavolini Pesaro        | 25:20, 25:14, 25:21              |
|            |                          |       |                         |                                  |
| 08.02.2007 | Foppapedretti Bergamo    | 3:0   | Azerrail Baku           | 25:17, 25:17, 25:16              |
| 14.02.2007 | Foppapedretti Bergamo    | 3:0   | Azerrail Baku           | 25:12, 25:23, 26:24              |
|            |                          |       |                         |                                  |
| 07.02.2007 | Vakifbank Günes Stambuł  | 1:3   | Vini Monteschiavo Jesi  | 13:25, 18:25, 25:7, 13:25        |
| 15.02.2007 | Vakifbank Günes Stambuł  | 0:3   | Vini Monteschiavo Jesi  | 20:25, 18:25, 20:25              |

#### Runda 6
| Data       | Drużyna 1             | Wynik | Drużyna 2                | Sety                              |
| ---------- | --------------------- | ----- | ------------------------ | --------------------------------- |
| 28.02.2007 | Dinamo Moskwa         | 3:0   | Dela Martinus Amstelveen | 25:21, 25:20, 25:20               |
| 08.03.2007 | Dinamo Moskwa         | 1:3   | Dela Martinus Amstelveen | 21:25, 25:21, 15:25, 13:25        |
|            |                       |       |                          |                                   |
| 28.02.2007 | RC Cannes             | 2:3   | Spar Tenerife Marichal   | 25:23, 21:25, 25:20, 16:25, 11:15 |
| 08.03.2007 | RC Cannes             | 1:3   | Spar Tenerife Marichal   | 21:25, 25:23, 18:25, 19:25        |
|            |                       |       |                          |                                   |
| 27.02.2007 | Foppapedretti Bergamo | 2:3   | Vini Monteschiavo Jesi   | 20:25, 19:25, 25:15, 25:19, 12:15 |
| 07.03.2007 | Foppapedretti Bergamo | 3:1   | Vini Monteschiavo Jesi   | 25:22, 25:22, 20:25, 25:23        |

### Turniej finałowy
Zurych

#### Półfinały
| Data       | Drużyna 1             | Wynik | Drużyna 2              | Sety                             |
| ---------- | --------------------- | ----- | ---------------------- | -------------------------------- |
| 24.03.2007 | Dinamo Moskwa         | 3:2   | Volèro Zurych          | 18:25, 29:27, 21:25, 25:23, 15:9 |
| 24.03.2007 | Foppapedretti Bergamo | 3:0   | Spar Tenerife Marichal | 25:14, 25:21, 25:20              |

#### Mecz o 3. miejsce
| Data       | Drużyna 1              | Wynik | Drużyna 2     | Sety                |
| ---------- | ---------------------- | ----- | ------------- | ------------------- |
| 25.03.2007 | Spar Tenerife Marichal | 3:0   | Volèro Zurych | 25:21, 25:21, 25:23 |

#### Finał
| Data       | Drużyna 1             | Wynik | Drużyna 2     | Sety                              |
| ---------- | --------------------- | ----- | ------------- | --------------------------------- |
| 25.03.2007 | Foppapedretti Bergamo | 3:2   | Dinamo Moskwa | 25:18, 19:25, 25:14, 22:25, 15:11 |

## Klasyfikacja końcowa
| Miejsce | Drużyna                |
| ------- | ---------------------- |
| złoto   | Foppapedretti Bergamo  |
| srebro  | Dinamo Moskwa          |
| brąz    | Spar Teneryfa Marichal |
| 4.      | Volèro Zurych          |